# 溁湾镇站
溁湾镇站是长沙地铁2号线与4号线的地铁换乘站，位于中华人民共和国湖南省长沙市岳麓区枫林一路与麓山路交叉口地下，2号线车站于2014年4月29日开通运营，4号线车站于2019年5月26日开通运营。

## 车站结构
溁湾镇站位于枫林一路与银盆南路交叉口，2号线车站沿枫林一路北侧布置，长258米，标准段宽22米，为地下三层岛式车站。4号线车站沿麓山路北侧布置，长272.7米，标准段宽23.3米，为地下四层岛式车站。两站厅设有换乘通道连接，因2号线站厅与4号线站厅位于不同层，换乘通道设有扶梯和楼梯。
| 地面     | 出入口             | 1、3、7、8出入口                       |
| 地下一层 |                    | 预留商业用地                           |
| 地下二层 | 2号线站厅          | 客服中心、自动售票机、验票机、换乘通道 |
| 地下三层 | 轨道（北）         | · 2号线往梅溪湖西 （西湖公园）         |
| 地下三层 | 岛式站台，左侧开门 |                                        |
| 地下三层 | 轨道（南）         | · 2号线往光达 （橘子洲）               |
| 地下三层 | 4号线站厅          | 客服中心、自动售票机、验票机、换乘通道 |
| 地下四层 | 轨道（东）         | · 4号线往罐子岭 （望月湖）             |
| 地下四层 | 岛式站台，左侧开门 |                                        |
| 地下四层 | 轨道（西）         | · 4号线往杜家坪 （湖南师大）           |

## 车站出口
溁湾镇站共设4个出口，各出口及周围设施如下所示：
|                                       |      |            |          |                                    |
| 出口编号                              | 照片 | 无障碍设施 | 地点     | 可到达目的地                       |
| 出口 · 1L · 扶手电梯标志              |      | 不適用     | 枫林一路 | 中国人民武装警察部队湖南省总队医院 |
| 出口 · 3L · 扶手电梯标志              |      | 不適用     | 枫林一路 | 长沙第四医院                       |
|                                       |      |            |          |                                    |
| 出口 · 7L · 扶手电梯标志              |      | 不適用     | 枫林一路 | 通程商业广场                       |
| 出口 · 8L · 升降机标志 · 扶手电梯标志 |      |            | 溁湾路   | 溁湾路小学                         |
| 註： 設有 \| 設有扶手電梯             |      |            |          |                                    |

## 接驳交通

### 公交车
- 溁湾镇地铁站：大科城1号线、大科城2号线、3路、6路、12路、18路、63路、301路、314路、315路、319路、356路、416路

## 车站历史
- 2010年7月19日，2号线车站开工[5]。
- 2012年6月15日，2号线车站主体结构封顶[3]。
- 2014年4月29日，本站随2号线一期通车开通[1]。
- 2016年12月16日，4号线车站主体结构封顶[4]。
- 2019年5月26日，4号线开通，本站成为换乘车站[2]。

## 图集
- 4号线列车停靠溁湾镇站
- 2号线列车停靠溁湾镇站
- 2号线月台
- 溁湾镇4号线转2号线换乘通道